# ベルリン国際映画祭 FIPRESCI賞
ベルリン国際映画祭 FIPRESCI賞（ベルリンこくさいえいがさい フィプレシしょう、ベルリン国際映画祭国際映画批評家連盟賞とも）は、ベルリン国際映画祭の独立賞の一つ。FIPRESCI（国際映画批評家連盟）によって選ばれ、1957年から授与している。

## 受賞作品
| 開催年 | 題名 原題                                                        | 監督                                        | 製作国                   |
| ------ | ---------------------------------------------------------------- | ------------------------------------------- | ------------------------ |
| 1957年 | Woman in a Dressing Gown                                         | J・リー・トンプソン                         | イギリス                 |
| 1958年 | 野いちご Smultronstället                                         | イングマール・ベルイマン                    | スウェーデン             |
| 1959年 | 隠し砦の三悪人                                                   | 黒澤明                                      | 日本                     |
| 1961年 | 夜 La notte                                                      | ミケランジェロ・アントニオーニ              | イタリア                 |
| 1963年 | 禁じられた抱擁 La noia                                           | ダミアーノ・ダミアーニ                      | イタリア                 |
| 1964年 | La visita                                                        | アントニオ・ピエトランジェリ                | イタリア                 |
| 1965年 | 反撥 Repulsion                                                   | ロマン・ポランスキー                        | イギリス                 |
| 1968年 | 保護なき純潔 Nevinost bez zastite                                | ドゥシャン・マカヴェイエフ                  | ユーゴスラビア           |
| 1971年 | 再現 Αναπαράσταση                                                | テオ・アンゲロプロス                        | ギリシャ                 |
| 1971年 | WR:オルガニズムの神秘 W.R.: Mysteries of the Organism            | ドゥシャン・マカヴェイエフ                  | ユーゴスラビア 西ドイツ  |
| 1972年 | L'Udienza                                                        | マルコ・フェレーリ                          | イタリア                 |
| 1972年 | 家庭生活 Family Life                                             | ケン・ローチ                                | イギリス                 |
| 1973年 | 血の婚礼 Les Noces rouges                                        | クロード・シャブロル                        | フランス                 |
| 1973年 | 1936年の日々 Μερες του '36                                       | テオ・アンゲロプロス                        | ギリシャ                 |
| 1975年 | Калина красная                                                   | ワシーリー・シュクシン                      | ソビエト連邦             |
| 1977年 | 処刑の丘 Восхождение                                             | ラリーサ・シェピチコ                        | ソビエト連邦             |
| 1981年 | これまでの全ての作品に対して                                     | ユルマズ・ギュネイ                          | トルコ                   |
| 1982年 | 悪寒 Dreszcze                                                    | ヴォイチェフ・マルチェフスキ                | ポーランド               |
| 1982年 | 田園詩 Pastorali                                                 | オタール・イオセリアーニ                    | ソビエト連邦             |
| 1983年 | 海辺のポーリーヌ Pauline à la plage                              | エリック・ロメール                          | フランス                 |
| 1984年 | ラヴ・ストリームス Love Streams                                  | ジョン・カサヴェテス                        | アメリカ合衆国           |
| 1984年 | ニッポン国 古屋敷村                                              | 小川紳介                                    | 日本                     |
| 1985年 | 東京裁判                                                         | 小林正樹                                    | 日本                     |
| 1985年 | 名誉ある撤退～ニクソンの夜～ Secret Honor                        | ロバート・アルトマン                        | アメリカ合衆国           |
| 1986年 | シュタムハイム Stammheim                                         | ラインハルト・ハウフ                        | 西ドイツ                 |
| 1986年 | SHOAH ショア Shoah                                               | クロード・ランズマン                        | フランス                 |
| 1986年 | 童年往事 時の流れ 童年往事                                       | ホウ・シャオシェン                          | 台湾                     |
| 1987年 | Тема                                                             | グレブ・パンフィーロフ                      | ソビエト連邦             |
| 1989年 | 彼女たちの舞台 La bande des quatre                               | ジャック・リヴェット                        | フランス                 |
| 1990年 | 臨死 Near Death                                                  | フレデリック・ワイズマン                    | アメリカ合衆国           |
| 1991年 | ピストルと少年 Le Petit Criminel                                 | ジャック・ドワイヨン                        | フランス                 |
| 1992年 | 冬物語 Conte d'hiver                                             | エリック・ロメール                          | フランス                 |
| 1992年 | ラヴィ・ド・ボエーム La Vie de bohème                            | アキ・カウリスマキ                          | フィンランド             |
| 1992年 | エドワードII Edward II                                           | デレク・ジャーマン                          | イギリス                 |
| 1993年 | ゴリラは真昼、入浴す。 Gorilla Bathes at Noon                    | ドゥシャン・マカヴェイエフ                  | ユーゴスラビア ドイツ    |
| 1994年 | ティグレロ 撮られなかった映画 Tigrero-A Film that Was Never Made | ミカ・カウリスマキ                          | フィンランド ドイツ      |
| 1995年 | スモーク Smoke                                                   | ウェイン・ワン                              | アメリカ合衆国           |
| 1995年 | 東京兄妹                                                         | 市川準                                      | 日本                     |
| 1996年 | 太陽に暴かれて 太陽有耳                                          | イム・ホー                                  | 香港                     |
| 1996年 | 猫が行方不明 Chacun cherche son chat                             | セドリック・クラピッシュ                    | フランス                 |
| 1997年 | 河 河流                                                          | ツァイ・ミンリャン                          | 台湾                     |
| 1998年 | SADA〜戯作・阿部定の生涯                                         | 大林宣彦                                    | 日本                     |
| 1999年 | 今日から始まる Ca Commence Aujourd'hui                           | ベルトラン・タヴェルニエ                    | フランス                 |
| 1999年 | あ、春                                                           | 相米慎二                                    | 日本                     |
| 2000年 | 魔女たちの部屋 La Chambre des magiciennes                        | クロード・ミレール                          | フランス                 |
| 2000年 | 刑法175条 Paragraph 175                                          | ロブ・エプスタイン ジェフリー・フリードマン | アメリカ合衆国           |
| 2000年 | MONDAY                                                           | SABU                                        | 日本                     |
| 2001年 | 幸せになるためのイタリア語講座 Italiensk for begyndere           | ロネ・シェルフィグ                          | デンマーク               |
| 2001年 | 渦 Maelström                                                     | ドゥニ・ヴィルヌーヴ                        | カナダ                   |
| 2002年 | 月曜日に乾杯! Lundi matin                                        | オタール・イオセリアーニ                    | フランス                 |
| 2003年 | Wolfsburg                                                        | クリスティアン・ペツォールト                | ドイツ                   |
| 2004年 | 愛より強く Gegen die Wand                                        | ファティ・アキン                            | ドイツ                   |
| 2005年 | 西瓜 天邊一朶雲                                                  | ツァイ・ミンリャン                          | 台湾                     |
| 2007年 | 英国王給仕人に乾杯! Obsluhoval jsem anglického krále             | イジー・メンツェル                          | チェコ                   |
| 2008年 | レイク・タホ Lake Tahoe                                          | フェルナンド・エインビッケ                  | メキシコ                 |
| 2009年 | 悲しみのミルク La teta asustada                                  | クラウディア・リョサ                        | ペルー                   |
| 2009年 | 愛のむきだし                                                     | 園子温                                      | 日本                     |
| 2010年 | パレード                                                         | 行定勲                                      | 日本                     |
| 2011年 | ニーチェの馬 A torinói ló                                        | タル・ベーラ                                | ハンガリー               |
| 2011年 | ヘヴンズ ストーリー                                              | 瀬々敬久                                    | 日本                     |
| 2012年 | 熱波 Tabu                                                        | ミゲル・ゴメス                              | ポルトガル               |
| 2013年 | 私の、息子 Poziția copilului                                     | カリン・ピーター・ネッツァー                | ルーマニア               |
| 2014年 | 愛して飲んで歌って Aimer, boire et chanter                       | アラン・レネ                                | フランス                 |
| 2014年 | FORMA                                                            | 坂本あゆみ                                  | 日本                     |
| 2015年 | 人生タクシー تاکسی                                               | ジャファール・パナヒ                        | イラン                   |
| 2016年 | サラエヴォの銃声 Smrt u Sarajevu                                 | ダニス・タノヴィッチ                        | ボスニア・ヘルツェゴビナ |
| 2017年 | 心と体と Testről és lélekről                                     | エニェディ・イルディコー                    | ハンガリー               |
| 2018年 | Las herederas                                                    | マルセロ・マルティネッシ                    | パラグアイ               |
| 2018年 | リバース・エッジ                                                 | 行定勲                                      | 日本                     |
| 2018年 | 象は静かに座っている                                             | フー・ボー                                  | 中国                     |
| 2019年 | シノニムズ Synonyms                                              | ナダヴ・ラピド                              | イスラエル フランス      |
| 2020年 | 水を抱く女 Undine                                                | クリスティアン・ペツォールト                | ドイツ                   |